# ドボジョ!
『ドボジョ！』は、松本小夢による日本の漫画。建設会社の女性（土木系女子）を主人公としている。講談社のKiss PLUSで2011年から2013年にかけて掲載された。

## あらすじ
松藤建材に勤務する宗助桜子は関連会社の社員、小石川嵐と出会い友人となる。しかし、嵐は桜子を「宗助」いう男性と勘違いしながら彼女に恋をして奇妙な恋愛が始まる。

## 主な登場人物

### 主人公とその関係者
宗助桜子（そうすけ さくらこ）
本作の主人公。松藤建材社員。20歳。宗助家の一人娘として父や四人の兄達から箱入り娘として育てられ、学校は小学校から短大までエスカレーター式の女子校（お嬢様学校）に通い、地元の銀行への就職が決まっていたが、その銀行の初出勤の途中で後の職場となる松藤建材が作業員募集の張り紙を出している場面に遭遇し、銀行の就職を蹴って松藤建材の土木作業員として父や兄達に無断で転職してしまうが、父や兄達には転職の事実は言えず、銀行に勤務しているフリをしている。
小石川嵐（こいしかわ あらし）
泉秀鋼材社員。桜子の事を「宗助」という名の男性だと思い込んでいる。

### 宗助家
宗助太（そうすけ ふとし）
桜子の父。56歳。工事会社勤務。東北に長期赴任中。
宗助イチロー（そうすけ イチロー）
宗助家の長男で桜子の長兄。30歳の大工。バツイチで息子の真と共に宗助家で暮らしている。
宗助ジロー（そうすけ ジロー）
宗助家次男。28歳のイラストレーター。
宗助サブロー（そうすけ サブロー）
宗助家三男。24歳の調理師。
宗助シロー（そうすけ シロー）
22歳の美容師。兄弟の中で一番勘が鋭い。
宗助真（そうすけ まこと）
イチローの息子で小学1年生。

### 松藤建材関係者
秀さん
桜子の先輩。桜子の仕事ぶりは認めており、決して人は悪くないが、配慮に欠けた発言が多い。
店長
桜子と同じように「土木系女子（ドボジョ）」の妹がいる。
事務の女子社員
桜子の事を「宗助ちゃん」と呼んでいる。

## 書誌情報
- 松本小夢『ドボジョ！』講談社〈KC KISS〉、全3巻
  1. 2011年10月13日発売[1]、ISBN 978-4-06-340859-1
  2. 2012年6月13日発売[4]、ISBN 978-4-06-340883-6
  3. 2013年2月13日発売[2]、ISBN 978-4-06-340902-4